# Клас на излъчване
Класът на излъчване (на английски: Type of radio emission) е радиотехнически код, определен от Международния съюз по телекомуникации за обозначаване на различните видове и типове излъчвания на радиовълни в зависимост от честотата на излъчвания сигнал, неговата модулация, характера на предаваната информация и други.

## Описателни кодове

### Честотна лента
За съкратено описание на радиочестотите и честотните ленти се използват буквите H за херцове, K за килохерц, M за мегахерц и G за гигахерц. Така 500H означава 500 Hz, а 2M352 означава 2,352 MHz или 2352 KHz.

### Модулация
| N | немодулирана честота                                 | D | комбинация на амплитудна с честотна или фазова модулация                     |
| A | двойно-странична амплитудна модулация                | P | последователност от импулси без модулация                                    |
| H | единично-странична с пълна носеща честота            | K | импулсна амплитудна модулация                                                |
| R | единично-странична с редуцирана или варираща честота | L | модулация по ширината на импулса                                             |
| J | единично-странична с потисната честота               | M | модулация по позицията на импулса                                            |
| B | независима странична                                 | Q | последователност от импулси с фазова или честотна модулация във всеки импулс |
| C | заглъхваща странична                                 | V | комбинация от импулсни модулации                                             |
| F | честотна модулация                                   | W | комбинация от изброените                                                     |
| G | фазова модулация                                     | X | нито една от изброените                                                      |

### Модулиращ сигнал
| 0 | няма модулиращ сигнал                             | 7 | повече от един канал с дигитална информация |
| 1 | един канал с дигитална информация, без субчестота | 8 | повече от един канал с аналогова информация |
| 2 | един канал с дигитална информация, със субчестота | 9 | комбинация от аналогови и дигитални канали  |
| 3 | един канал с аналогова информация                 | X | нито един от изброените                     |

### Тип на информацията
| N не се предава информация |                                                                            |   |                                                          |
| A                          | слушателска радиотелеграфия (морзовият код се възприема по слух)           | E | телефония (глас или музика, които се възприемат по слух) |
| B                          | електронна радиотелеграфия (морзовият код се декодира от телекс или други) | F | видео                                                    |
| C                          | факсимиле (неподвижни образи)                                              | W | комбинация от изброените                                 |
| D                          | данни, телеметрия или радиокоманди (дистанционно управление)               | X | нито една от изброените                                  |

### Характер на информацията
| A                         | двукомпонентен код, елементите варират по количество и продължителност                              | H | стереофоничен или квадрифоничен звук с широковещателно качество                                                             |
| B                         | двукомпонентен код, елементите са фиксирани по количество и продължителност                         | J | звук с търговско качество                                                                                                   |
| C                         | двукомпонентен код, елементите са фиксирани по количество и продължителност, с корекция на грешките | K | звук с търговско качество, с инверсия и/или разделяне на честотите                                                          |
| D                         | четирикомпонентен код с един компонент за всеки елемент от сигнала                                  | L | звук с търговско качество и независими сигнали с честотна модулация, като пилотни тонове за контрол на демодулирания сигнал |
| E                         | многокомпонентен код с един компонент за всеки елемент от сигнала                                   | M | черно-бели образи или видео                                                                                                 |
| F                         | многокомпонентен код, в който един знак е представен от един или повече компонента                  | N | цветни образи или видео |
| G                         | монофоничен звук с широковещателно качество                                                         | W | комбинация от две или повече от изброените                                                                                  |
| X нито една от изброените | |   | |

### Мултиплекс
| N | няма                | T | разделен по време                          |
| C | разделен по кодове  | W | комбинация от разделяне по време и честота |
| F | разделен по честота | X | нито един от изброените                    |